# Małgorzata Lewińska
Małgorzata Lewińska-Mirecka (ur. 19 czerwca 1971 w Warszawie) – polska aktorka.

## Życiorys

### Edukacja
W 1996 ukończyła warszawską PWST. Rok później została nagrodzona wyróżnieniem pozaregulaminowym na XVIII Przeglądzie Piosenki Aktorskiej we Wrocławiu. W 1998 na XIX Przeglądzie została również nagrodzona wyróżnieniem.

### Kariera
Debiutowała w spektaklu „Cyrano” na scenie Teatru Komedia w Warszawie. W 1998 była aktorką wrocławskiego Teatru nr 12, zaś w latach 2001–2002 ponownie występowała na deskach Teatru Komedia. Popularność telewizyjną przyniosła jej rola Patrycji Cwał-Wiśniewskiej w komediowym serialu Lokatorzy oraz jego spin-offie Sąsiedzi.
W 2007 wzięła udział w pierwszej edycji programu telewizji Polsat Jak oni śpiewają. Odpadła w czwartym odcinku, zajmując jedenaste miejsce. Od 2008 jest Honorowym Ambasadorem Dzieci Chorych na Nowotwory Mózgu.
Współpracowała nad programem TVN Szymon Majewski Show, w którym parodiowała Małgorzatę Foremniak, Edytę Górniak, Ewę Kopacz oraz Grażynę Szapołowską w części Rozmowy w tłoku.
Od 2021 wciela się w rolę Olgi Jaszewskiej w serialu TVP2 M jak miłość.

### Życie prywatne
Była żoną poety Krzysztofa Feusette, z którym ma córkę Anastazję (ur. 1992). Jej obecnym mężem jest fotograf Bartosz Mirecki, z którym ma córkę Helenę (ur. 1999) oraz dwóch synów-bliźniaków: Antoniego i Franciszka.

## Filmografia
- 1996: Dzieci i ryby jako Joasia, "partnerka" Piotra w "Sheratonie"
- 2001–2003: Lokatorzy jako Patrycja Cwał-Wiśniewska
- 2001: Przedwiośnie jako Laura Kościeniecka
- 2001: Na dobre i na złe jako Anna, narzeczona Marcina (odc. 86 i 87)
- 2002: Przedwiośnie jako Laura Kościeniecka
- 2002: Plebania jako Francoise (odc. 195 i 196)
- 2002: Kasia i Tomek jako Ela, koleżanka Tomka (I seria/odc. 25) (tylko głos)
- 2003: Sukces jako profesorka wymowy w szkole teatralnej
- 2003–2008: Sąsiedzi jako Patrycja Cwał-Wiśniewska
- 2003: Na Wspólnej jako pani Kochanek
- 2004: Park tysiąca westchnień jako Wdowa Po Psie
- 2005: Wiedźmy jako Jadzia Mikołajczyk, pracownica Agaty
- 2005: Kryminalni jako kelnerka Tereska
- 2006: U fryzjera jako Frou-Lou 4 (odc. 12)
- 2008: Stracony czas jako Anna
- 2008: Hotel pod żyrafą i nosorożcem jako właścicielka Rezy (odc. 12)
- 2010: Ojciec Mateusz jako "kandydatka" z biura matrymonialnego (odc. 53)
- 2010: Klub szalonych dziewic jako lekarka ginekolog (odc. 4 i 6)
- 2011–2012: M jak miłość jako redaktor naczelna, szefowa Kasi
- 2017: O mnie się nie martw jako Marianna (odc. 86)
- 2019: Futro z misia jako siostra Małgorzata
- od 2021: M jak miłość jako Olga Jaszewska
- 2021: Mecenas Porada jako Agata Strózik (odc. 12)
- 2024: Komisarz Alex jako Zyta Kalinowska, córka Heleny (odc. 265)

### Dubbing
- 1996: 101 dalmatyńczyków – reż. Ewa Złotowska, jako pani w parku
- 2007–2011: Przygody Sary Jane – reż. Agnieszka Matysiak, jako Gita Chandra
- 2012: Mambo, Lula i piraci – reż. Dariusz Błażejewski

### Kampanie reklamowe
- 2015: Reklama usług firmy UPC Polska